# Triphyllozoon philippinense
Triphyllozoon philippinense är en mossdjursart som först beskrevs av Busk 1884.  Triphyllozoon philippinense ingår i släktet Triphyllozoon och familjen Phidoloporidae. Inga underarter finns listade i Catalogue of Life.